# Lepturinae
Lepturinae je podčeleď brouků čeledi tesaříkovití (Cerambycidae), která celosvětově obsahuje asi 100 rodů, rozšířených na severní polokouli. Do nedávna v ní byli zastoupeni i brouci podčeledi Necydalinae, kteří jsou nyní považováni za samostatnou podčeleď.